# Danial Scott Crichton
Danial Scott Crichton (* 11. April 2003 in Singapur) ist ein singapurisch-kanadischer Fußballspieler.

## Karriere
Danial Scott Crichton erlernte das Fußballspielen in der Canadian International School sowie in der Jugendmannschaft des Erstligisten Warriors FC. 2020 wechselte er zu den Young Lions. Die Young Lions, die in der ersten Liga, der Singapore Premier League, spielen, sind eine U23-Mannschaft, die 2002 gegründet wurde. In der Elf spielen U23-Nationalspieler und auch Perspektivspieler. Ihnen soll die Möglichkeit gegeben werden, Spielpraxis in der ersten Liga, der Singapore Premier League, zu sammeln. Sein Erstligadebüt gab er am 3. Spieltag (14. März 2020) im Spiel gegen Balestier Khalsa. In der 59. Minute wurde er gegen Syed Akmal ausgewechselt. Das Heimspiel wurde 0:2 verloren. Bis zu seiner Einberufung zum Militärdienst am 1. Juli 2021 bestritt er fünf Erstligaspiele. Von Januar 2022 bis Juli 2023 wurde er von der Armee an seinen ehemaligen Verein Young Lions ausgeliehen. Für die Lions bestritt er während der Ausleihe zwölf Erstligaspiele. Nachdem sein Wehrdienst im Juli 2023 geendet hatte, wechselte er in die Vereinigten Staaten. Hier schloss er sich Rio Red Storm, die Universitätsmannschaft der University of Rio Grande an.